# Molinet
Molinet ist eine französische Gemeinde mit 1120 Einwohnern (Stand: 1. Januar 2022) im Département Allier in der Region Auvergne-Rhône-Alpes. Sie gehört zum Arrondissement Vichy und ist Mitglied im Gemeindeverband Communauté de communes Le Grand Charolais. Die Bewohner werden Molinetois und Molinetoises genannt.
Die Gemeinde erhielt 2024 die Auszeichnung „Eine Blume“, die vom Conseil national des villes et villages fleuris (CNVVF) im Rahmen des jährlichen Wettbewerbs der blumengeschmückten Städte und Dörfer verliehen wird.

## Geographie
Molinet liegt etwa 54 Kilometer nordöstlich von Vichy und etwa 47 Kilometer ostsüdöstlich von Moulins. Die Loire begrenzt die Gemeinde im Norden. Durch die Gemeinde fließen der Vouzance, der hier auch in die Loire mündet, und der Canal latéral à la Loire. Umgeben wird Molinet von den Nachbargemeinden La Motte-Saint-Jean im Norden und Nordosten, Digoin im Nordosten, Chassenard im Osten, Saint-Léger-sur-Vouzance im Süden, Le Pin im Südwesten, Coulanges im Westen sowie Saint-Agnan im Nordwesten. 
Durch die Gemeinde führt die Route nationale 79.

## Bevölkerungsentwicklung
| Jahr                       | 1962 | 1968 | 1975 | 1982 | 1990 | 1999 | 2006 | 2012 | 2019 |
| Einwohner                  | 1062 | 1090 | 1179 | 1147 | 1264 | 1159 | 1172 | 1173 | 1142 |
| Quellen: Cassini und INSEE |      |      |      |      |      |      |      |      |      |

## Sehenswürdigkeiten

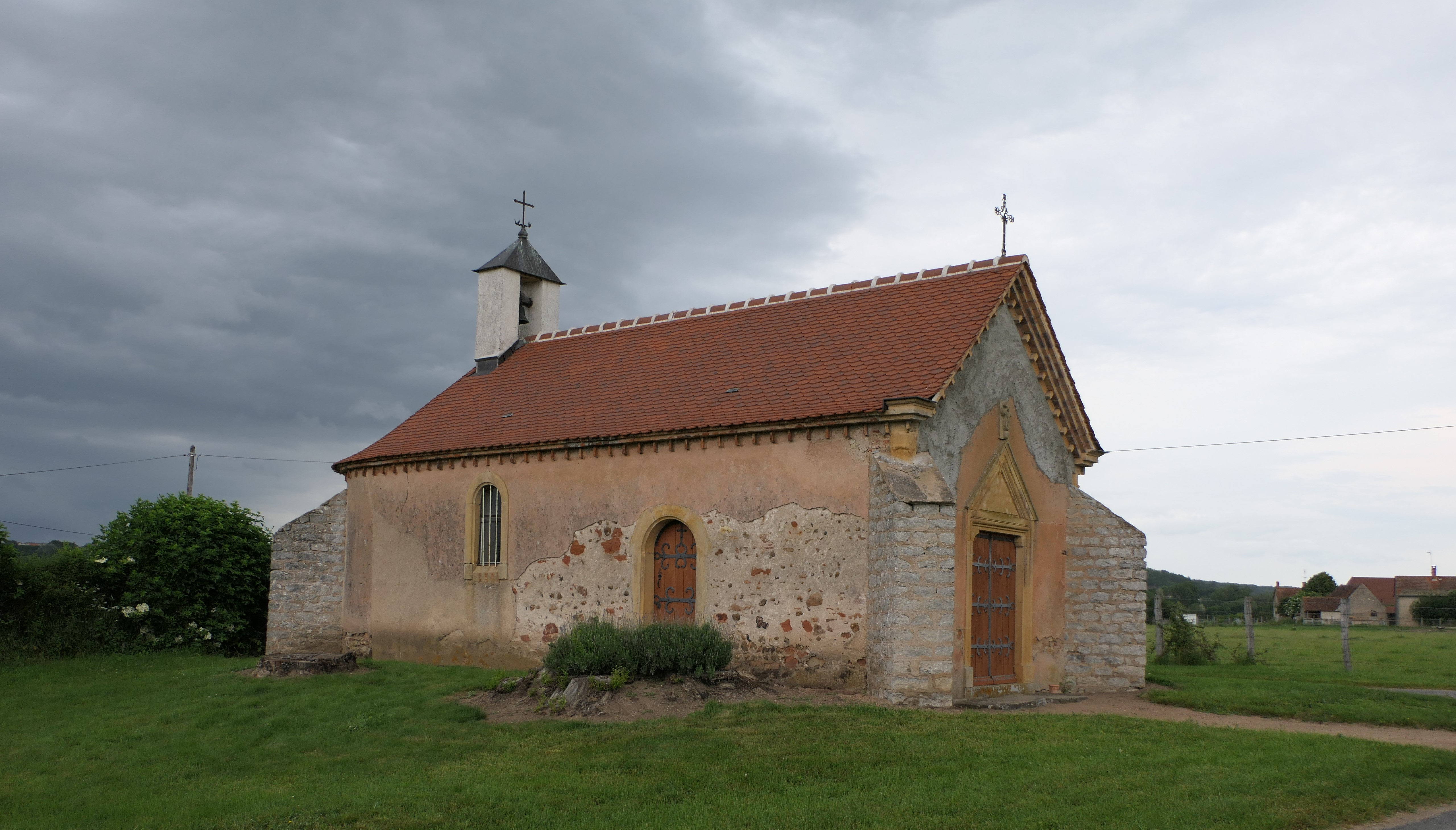
Kapelle Sainte-Radegonde

- Kirche Saint-Pierre-aux-Liens aus dem Jahre 1910
- alte Kirche aus dem 12. Jahrhundert
- Kapelle Sainte-Radegonde aus dem 17. Jahrhundert
- Haus La Broche aus dem 17. Jahrhundert
- Schloss aus dem 19. Jahrhundert